# Morró d'aigua
El morró d'aigua (Stellaria aquatica) és una espècie de planta pertanyent a la família de les cariofil·làcies i natural de les regions temperades d'Europa i Àsia, on viu a altituds d'entre 50 i 1.850 msnm.
Són plantes herbàcies perennes amb rizoma. Les tiges ascendents simples o ramificades amb fulles sèssils i ovades. Les flors són hermafrodites i s'agrupen en inflorescències amb flors amb cinc sèpals verds i cinc pètals blancs. El fruit és una càpsula amb 50-100 llavors.